# Apprendimento non supervisionato
L'apprendimento non supervisionato è una tecnica di apprendimento automatico che consiste nel fornire al sistema informatico una serie di input (esperienza del sistema) che egli riclassificherà e organizzerà sulla base di caratteristiche comuni per cercare di effettuare ragionamenti e previsioni sugli input successivi. Al contrario dell'apprendimento supervisionato, durante l'apprendimento vengono forniti all'apprendista solo esempi non annotati, in quanto le classi non sono note a priori ma devono essere apprese automaticamente.

## Campi di applicazione
Un esempio tipico di questi algoritmi lo si ha nei motori di ricerca. Questi programmi, data una o più parole chiave, sono in grado di creare una lista di link rimandanti alle pagine che l'algoritmo di ricerca ritiene attinenti alla ricerca effettuata. La validità di questi algoritmi è legata all'utilità delle informazioni che riescono a estrarre dalla base di dati, nell'esempio sopracitato è legata all'attinenza dei link con l'argomento cercato.
Le tecniche di apprendimento non supervisionato lavorano confrontando i dati e ricercando similarità o differenze. Sono molto efficienti con elementi di tipo numerico, dato che possono utilizzare tutte le tecniche derivate dalla statistica, ma risultano essere meno efficienti con dati non numerici. Se i dati sono dotati di un ordinamento intrinseco, gli algoritmi riescono comunque a estrarre informazioni, al contrario possono fallire.
Se i dati non sono dotati di ordinamento, cercare di ordinarli imponendo una graduatoria arbitraria non risolve il problema. Questo si può facilmente capire con un esempio. Supponiamo di disporre di un database con l'elenco dei colori utilizzati da uno stilista. Si potrebbe cercare di associare a ogni colore uno specifico numero e su quello fare delle analisi di tipo statistico. Ma dato che l'associazione tra colore e numero è arbitraria si possono pensare a infinite associazioni che darebbero infiniti risultati diversi.
Questi algoritmi in conclusione lavorano correttamente in presenza di dati contenenti un ordinamento o un raggruppamento netto e chiaramente identificabile.
Principali algoritmi:
- Clustering
- Regole di associazione

## Il cognitrone di Fukushima
Nel 1975 Kunihiko Fukushima propose un modello di rete neurale ispirato alla struttura del sistema nervoso visivo. Questo modello, chiamato dall'autore cognitrone, ha la caratteristica di auto organizzare i collegamenti sinaptici tra i propri neuroni, e quindi apprendere senza la supervisione di un insegnante. Il cognitrone fu poi seguito nel 1981 dal neocognitrone, che è uno dei modelli alla base delle reti neurali convoluzionali.